# Joseph Wolpe
Joseph Wolpe foi um psiquiatra sul-africano nascido dia 20 de abril de 1915, em  Joanesburgo, e falecido dia 4 de dezembro de 1997, no estado da  Califórnia, nos  Estados Unidos  . Ele introduziu o princípio da inibição recíproca, utilizado no Condicionamento Clássico, segundo o qual ´´se uma resposta contrária à que provoca ansiedade é emitida em presença de estímulos produtores da mesma reação, a associação entre esses estímulos e a ansiedade diminui``.
Os princípios de inibição recíproca e de contracondicionamento estão na base das chamadas estratégias de exposição gradual e mediatizada, utilizadas no modelo do Condicionamento Clássico, no tratamento de medos e fobias e se tornou muito eficaz.
Nos anos 50 introduziu o conceito de Dessensibilização Sistemática, como cura para fobias, aplicando os princípios pavlovianos de extinção comportamental. Assim, sua técnica possibilitou a reprodução desse método de tratamento de pacientes fóbicos a qualquer terapeuta que se utilizasse dos mesmos moldes.